# Augustinus-Evangeliar

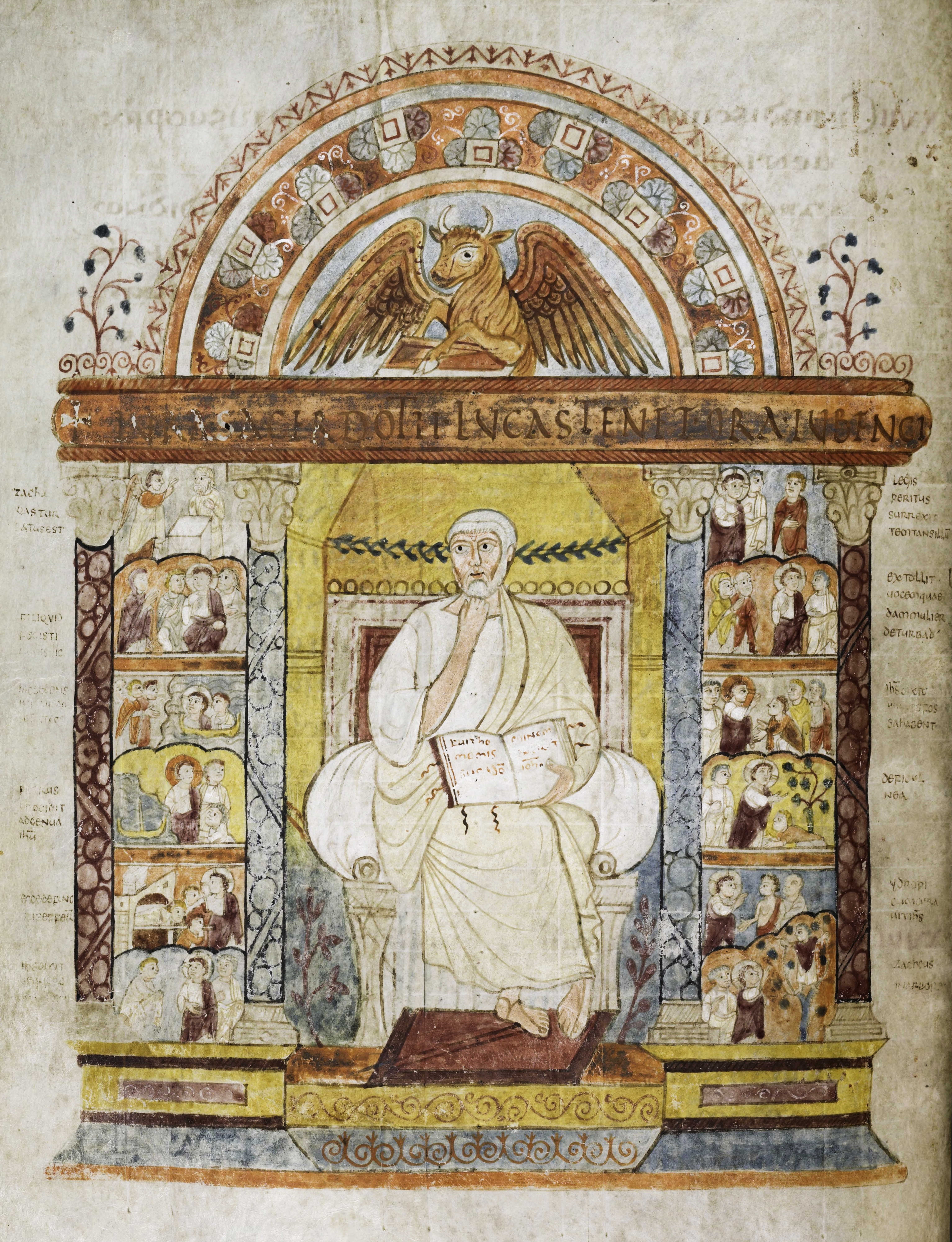
Augustinus-Evangeliar, Porträt des Evangelisten Lukas (fol. 129v)

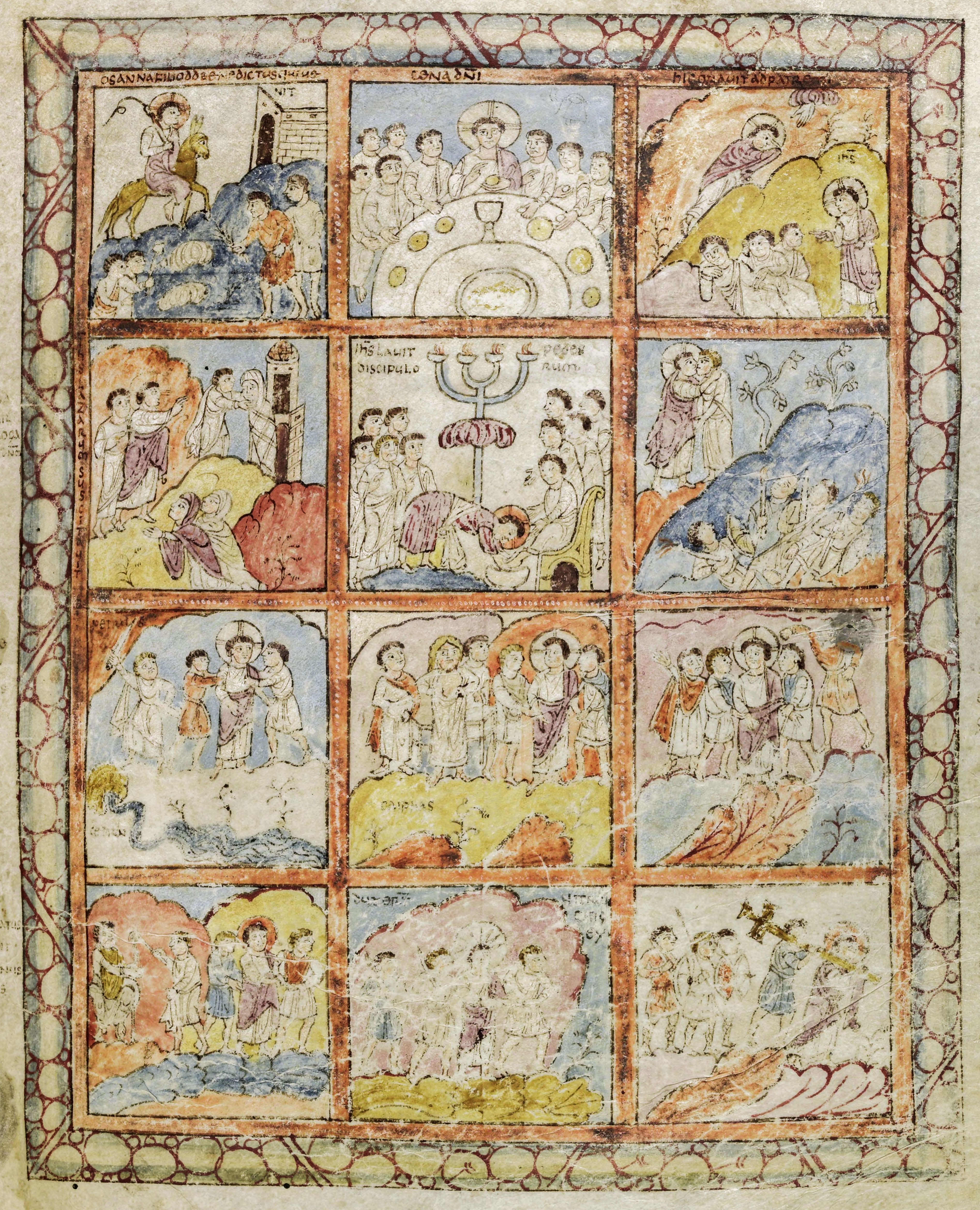
Szenen aus der Passionsgeschichte (fol. 125r)

Das St.-Augustinus-Evangeliar ist eine Handschrift aus dem 6. Jahrhundert aus Italien. Es ist das älteste erhaltene Evangeliar in lateinischer Sprache und befindet sich heute in der Parker Library des Corpus Christi College in Cambridge unter der Signatur 286.

## Beschreibung
Das Evangeliar besteht aus 273 Seiten, ist 252 mm × 196 mm groß und unvollständig. Zu Beginn des Lukasevangeliums ist auf einer separaten Seite eine Darstellung des Evangelisten Lukas abgebildet, auf einer weiteren Seite Miniaturen der Passion Jesu. Zu den anderen Evangelien fehlen solche Darstellungen.
Das Evangeliar ist eine Vulgata-Handschrift, es finden sich jedoch kürzere abweichende Textvarianten der Vetus Latina.

## Geschichte
Die Handschrift entstand im späten 6. Jahrhundert in Italien, der genaue Entstehungsort ist unbekannt. Wahrscheinlich kam es bald darauf mit der Mission römischer Mönche um Augustinus (601–605) nach England. Spätestens im 11. Jahrhundert muss es in Canterbury gewesen sein. Die älteste erhaltene schriftliche Erwähnung der Handschrift stammt aus dem 16. Jahrhundert.
Augustinus wurde im Jahr 597 der erste Erzbischof von Canterbury und später als „Apostel der Engländer“ bekannt. Er war nach Canterbury gekommen, nachdem er auf der Isle of Thanet gelandet war. König Æthelberht, der Herrscher von Kent, konvertierte zum Christentum und erlaubte die römisch-katholische Missionierung.
Dieses Buch repräsentiert einen prägenden Moment im frühen England. Es ist die Zeit, in welcher der Einfluss der römischen Kirche und die Lehre der Evangelien sich auszubreiten begann. Papst Gregor I. befürwortete die gewaltsame Bekehrung. Unter Gregor I. begann die Zwangsbekehrung ganzer Regionen, und das gewachsene irisch-schottische Christentum wurde zugunsten der lateinischen Kirche verdrängt und vernichtet.
Seit 1945 leisten neue Erzbischöfe von Canterbury bei ihrer Amtseinführung in der Kathedrale von Canterbury den Amtseid auf das Augustinus-Evangeliar.